# Tourgeville Military Cemetery
Tourgeville Military Cemetery is een Britse militaire begraafplaats met gesneuvelden uit de Eerste-  en Tweede Wereldoorlog, gelegen in de Franse gemeente Tourgéville (departement Calvados). De begraafplaats ligt 1.800 m ten noorden van het centrum van Tourgéville (Église Saint-Pierre) en werd ontworpen door Reginald Blomfield. Ze heeft een nagenoeg rechthoekig grondplan en ligt op een verhoogd terrein. Het Cross of Sacrifice staat aan de straatkant op een sokkel met aan beide zijden enkele traptreden waarlangs men de begraafplaats kan betreden. 
Er liggen 313 doden waaronder 6 niet geïdentificeerde.

## Geschiedenis
In Trouville-sur-Mer (ligt enkele kilometers noordoostelijker dan Tourgéville) en omgeving werden tijdens de Eerste Wereldoorlog hospitalen en hersteloorden ingericht. In oktober 1917 was het 14th Convalescent Depot (hersteloord) opgericht waarbij later de 72nd, 73rd en 74th General Hospitals werden toegevoegd. In februari 1918 werden dan ook nog de 13th, 14th en 15th Convalescent Depots opgericht. Deze hospitalen lagen ver van het front zodat de slachtoffers in een rustige omgeving zo snel mogelijk konden herstellen van hun verwondingen om dan opnieuw aan het front ingezet te worden. Degenen die toch aan hun verwondingen overleden werden dan in deze of andere begraafplaatsen begraven.
Hier liggen nu 194 Britten, 7 Canadezen, 8 Australiërs en 1 Nieuw-Zeelander uit de Eerste Wereldoorlog begraven. Er liggen ook nog 72 Duitsers uit deze oorlog.
Tijdens de Tweede Wereldoorlog werden hier ook 11 Britten (waaronder 5 niet geïdentificeerde), 2 Canadezen en 18 Duitsers (waaronder 1 niet geïdentificeerde) begraven.

## Onderscheiden militairen
- Sophie Hilling, verpleegster bij de Queen Alexandra's Imperial Military Nursing Service.[1] ontving het Associate Royal Red Cross (ARRC) voor haar inzet bij de verzorging van de gewonden. Zij overleed als gevolg van een longontsteking op 12 oktober 1918.
- Cyril Leggatt Sell, kapitein bij de Australian Infantry, A.I.F. werd tweemaal onderscheiden met het Military Cross (MC and Bar).
- Richard Francis Clarke, korporaal bij de Australian Infantry, A.I.F. en Rober David Rees, soldaat bij de Royal Welsh Fusiliers ontvingen de Distinguished Conduct Medal (DCM).
- de sergeanten Robert William Fradley en Fred Coulam Handley; de kanonniers Edmund Kelsey en F.W. Laycock; de pionier J. Wilson en de soldaten A. Trenter en E.E. Proctor ontvingen de Military Medal (MM).